# Крња Јела (Шавник)
Крња Јела је насеље у општини Шавник у Црној Гори. Према попису из 2003. било је 84 становника (према попису из 1991. било је 127 становника).
Село су под Сињавином основали Морачани у 19.веку,а од 1957.године припада Ускоцима и Дробњаку.
Познати Крњојелци су академик САНУ Миро Вуксановић,филозоф др Милан Ракочевић, политичари Трипко Жугић и Андрија Мандић.

## Демографија
У насељу Крња Јела живи 73 пунолетна становника, а просечна старост становништва износи 47,4 година (45,3 код мушкараца и 50,0 код жена). У насељу има 30 домаћинстава, а просечан број чланова по домаћинству је 2,80.
Становништво у овом насељу веома је хетерогено, а у последња три пописа, примећен је пад у броју становника.
У Крњој Јели је рођен академик САНУ Миро Вуксановић, књижевник.
|  |

| Демографија | Демографија | Демографија |
| Година      | Становника  | Становника  |
| ----------- | ----------- | ----------- |
|             |             |             |
|             |             |             |
|             |             |             |
|             |             |             |
| 1948.       | 339         |             |
| 1953.       | 346         |             |
| 1961.       | 334         |             |
| 1971.       | 353         |             |
| 1981.       | 251         |             |
| 1991.       | 127         | 121         |
| 2003.       | 84          | 84          |
|             |             |             |

| Етнички састав према попису из 2003.‍ | Етнички састав према попису из 2003.‍ | Етнички састав према попису из 2003.‍ | Етнички састав према попису из 2003.‍ | Етнички састав према попису из 2003.‍ |
| ------------------------------------ | ------------------------------------ | ------------------------------------ | ------------------------------------ | ------------------------------------ |
|                                      |                                      |                                      |                                      |                                      |
| Црногорци                            | Црногорци                            |                                      | 52                                   | 61,90%                               |
| Срби                                 | Срби                                 |                                      | 30                                   | 35,71%                               |
| непознато                            | непознато                            |                                      | 0                                    | 0,0%                                 |

| Година пописа     | 1948. | 1953. | 1961. | 1971. | 1981. | 1991. | 2003. |
| ----------------- | ----- | ----- | ----- | ----- | ----- | ----- | ----- |
| Број домаћинстава | 68    | 70    | 76    | 78    | 57    | 33    | 30    |

| Број чланова      | 1  | 2 | 3 | 4 | 5 | 6 | 7 | 8 | 9 | 10 и више | Просек |
| ----------------- | -- | - | - | - | - | - | - | - | - | --------- | ------ |
| Број домаћинстава | 30 | 6 | 8 | 6 | 7 | 2 | 1 | 0 | 0 | 0         | 0      |

| Пол    | Укупно | Неожењен/Неудата | Ожењен/Удата | Удовац/Удовица | Разведен/Разведена | Непознато |
| ------ | ------ | ---------------- | ------------ | -------------- | ------------------ | --------- |
| Мушки  | 43     | 17               | 24           | 2              | 0                  | 0         |
| Женски | 34     | 7                | 21           | 6              | 0                  | 0         |
| УКУПНО | 77     | 24               | 45           | 8              | 0                  | 0         |

| Пол    | Укупно                    | Пољопривреда, лов и шумарство | Рибарство                            | Вађење руде и камена | Прерађивачка индустрија       |
| ------ | ------------------------- | ----------------------------- | ------------------------------------ | -------------------- | ----------------------------- |
| Мушки  | 19                        | 15                            | 0                                    | 0                    | 1                             |
| Женски | 5                         | 4                             | 0                                    | 0                    | 0                             |
| УКУПНО | 24                        | 19                            | 0                                    | 0                    | 1                             |
| Пол    | Производња и снабдевање   | Грађевинарство                | Трговина                             | Хотели и ресторани   | Саобраћај, складиштење и везе |
| Мушки  | 0                         | 1                             | 0                                    | 0                    | 1                             |
| Женски | 0                         | 0                             | 0                                    | 0                    | 0                             |
| УКУПНО | 0                         | 1                             | 0                                    | 0                    | 1                             |
| Пол    | Финансијско посредовање   | Некретнине                    | Државна управа и одбрана             | Образовање           | Здравствени и социјални рад   |
| Мушки  | 0                         | 0                             | 0                                    | 1                    | 0                             |
| Женски | 0                         | 0                             | 0                                    | 1                    | 0                             |
| УКУПНО | 0                         | 0                             | 0                                    | 2                    | 0                             |
| Пол    | Остале услужне активности | Приватна домаћинства          | Екстериторијалне организације и тела | Непознато            | Непознато                     |
| Мушки  | 0                         | 0                             | 0                                    | 0                    | 0                             |
| Женски | 0                         | 0                             | 0                                    | 0                    | 0                             |
| УКУПНО | 0                         | 0                             | 0                                    | 0                    | 0                             |